# Aldeias Altas
Aldeias Altas là một đô thị thuộc bang Maranhão, Brasil. Đô thị này có diện tích 1942,128 km², dân số năm 2007 là 17826 người, mật độ 9,18 người/km².